# Banca centrale di Tonga
La banca centrale di Tonga è la banca centrale dello stato oceaniano di Tonga.
La valuta ufficiale è il paʻanga tongano.